# Videosystem
Videosystem består av en mekanisk/elektroniskt lösning avsedd för visning av rörliga bilder lagrade på magnetiska eller optiska medium. Till skillnad från film som lagringsmedel kan informationen avsedd för uppspelning i ett videosystem inte avläsas direkt enbart med ögats hjälp utan måste ha hjälp av en bandspelare kopplad till en monitor eller projektor.